# Muro Torto

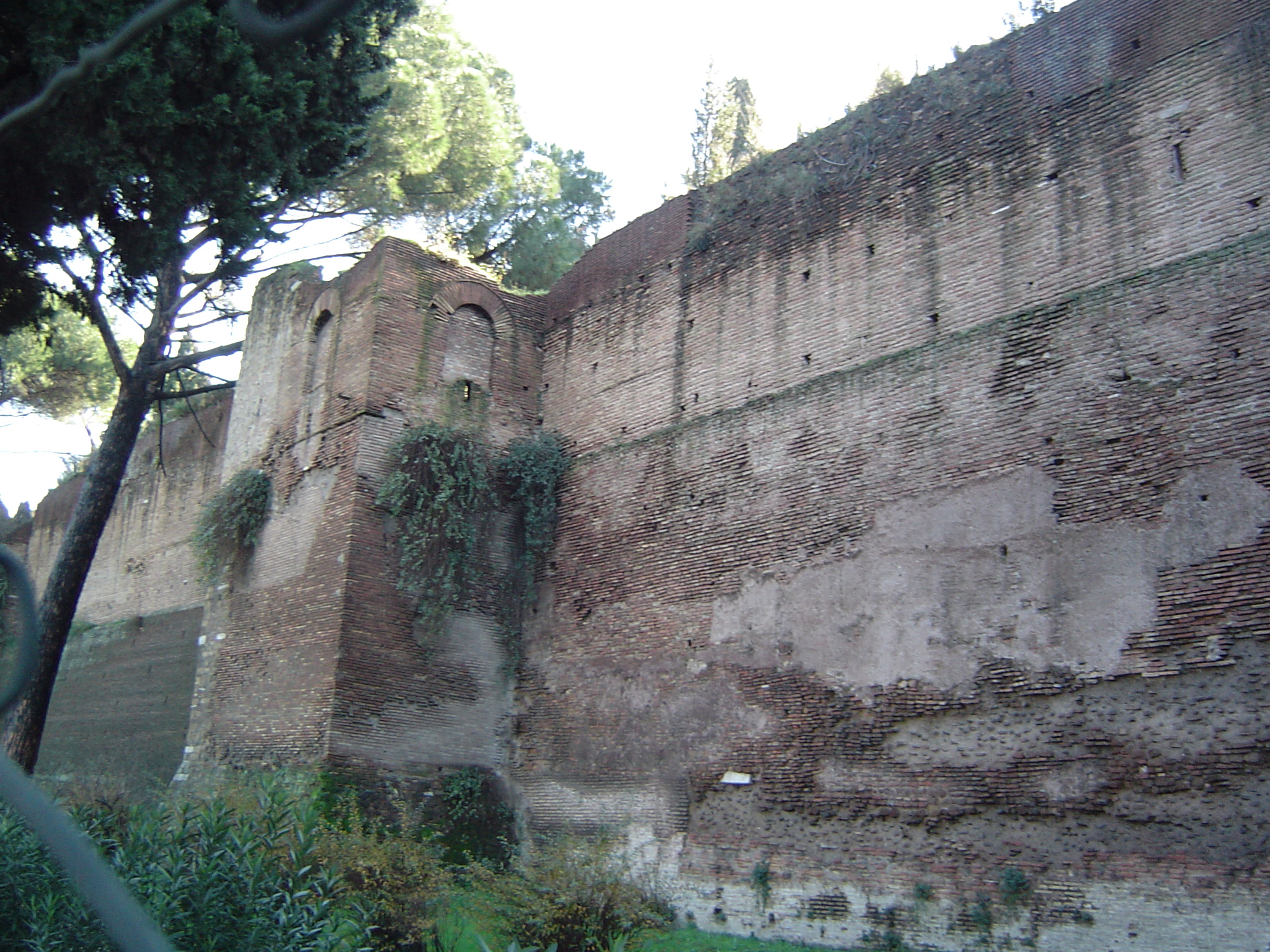
Muro Torto, élément du mur d'Aurélien.

Le Muro Torto (« Mur de travers » en français) est un ancien mur construit à Rome, qui donne son nom au viale del Muro Torto, derrière le Pincio et à la limite avec la Villa Borghèse.

## Histoire
C'est un vestige qui peut être daté de la fin de la République romaine, construit pour soutenir la pente du côté où s'élevaient les villas patriciennes comme celles des Anicii, des Acilii et des Pinci (qui donnent leur nom à la colline). À l'époque impériale, il est incorporé dans le mur d'Aurélien.
Dans la Rome papale, les suicidés, les voleurs, les vagabonds et les prostituées sont enterrés près du Muro Torto.
Aujourd'hui, le parc Pincio et la Villa Médicis sont situés sur le site.